# Mikael Hansson
James Anders Mikael Hansson Finér, född 15 mars 1968 i Norrköping, är en svensk före detta fotbollsspelare, som under merparten av sin karriär representerade IFK Norrköping.

## Karriär
Mikael Hansson startade sin karriär i Söderköpings IS innan han flyttade till IFK Norrköping. Under hans nio år i klubben gjorde han 209 allsvenska matcher och 19 mål, dessutom vann han Svenska cupen 1992. I november 1999 flyttade Hansson till engelska Stoke City som då spelade i landets tredjedivision. Under sin första säsong hos Stoke var han ordinarie och hjälpte laget att vinna Football League Trophy. Hanssons två mål i klubben kom i en och samma match mot Bristol Rovers 31 mars 2001. Efter att råkat ut för en skada sommaren 2001 beslutade Mikael Hansson att sluta med fotbollen.

## Meriter
IFK Norrköping
- Svenska cupen: 1992

Stoke City
- Football League Trophy: 2000